# Landschaftsschutzgebiet Buxtehuder Geestrand
Das Landschaftsschutzgebiet Buxtehuder Geestrand bezeichnet ein Landschaftsschutzgebiet in der Hansestadt Buxtehude, Gemarkungen
Ketzendorf, Ovelgönne, Immenbeck, Daensen und Eilendorf von insgesamt 575 Hektar. Das Gebiet im Randbereich der Apenser Lehmgeest ist geprägt durch den deutlich nach Norden und zum Estetal hin abfallenden Geesthang. 
Es zeichnet sich besonders wegen seiner Bedeutung in einem sehr stark durch Verkehrs-, Gewerbe-, Bodenabbau- und Siedlungstätigkeit beanspruchten Raum als Regenerationsgebiet für das Grundwasser und die Frischluft und für den Erhalt einer natürlichen Bodenfruchtbarkeit aus.

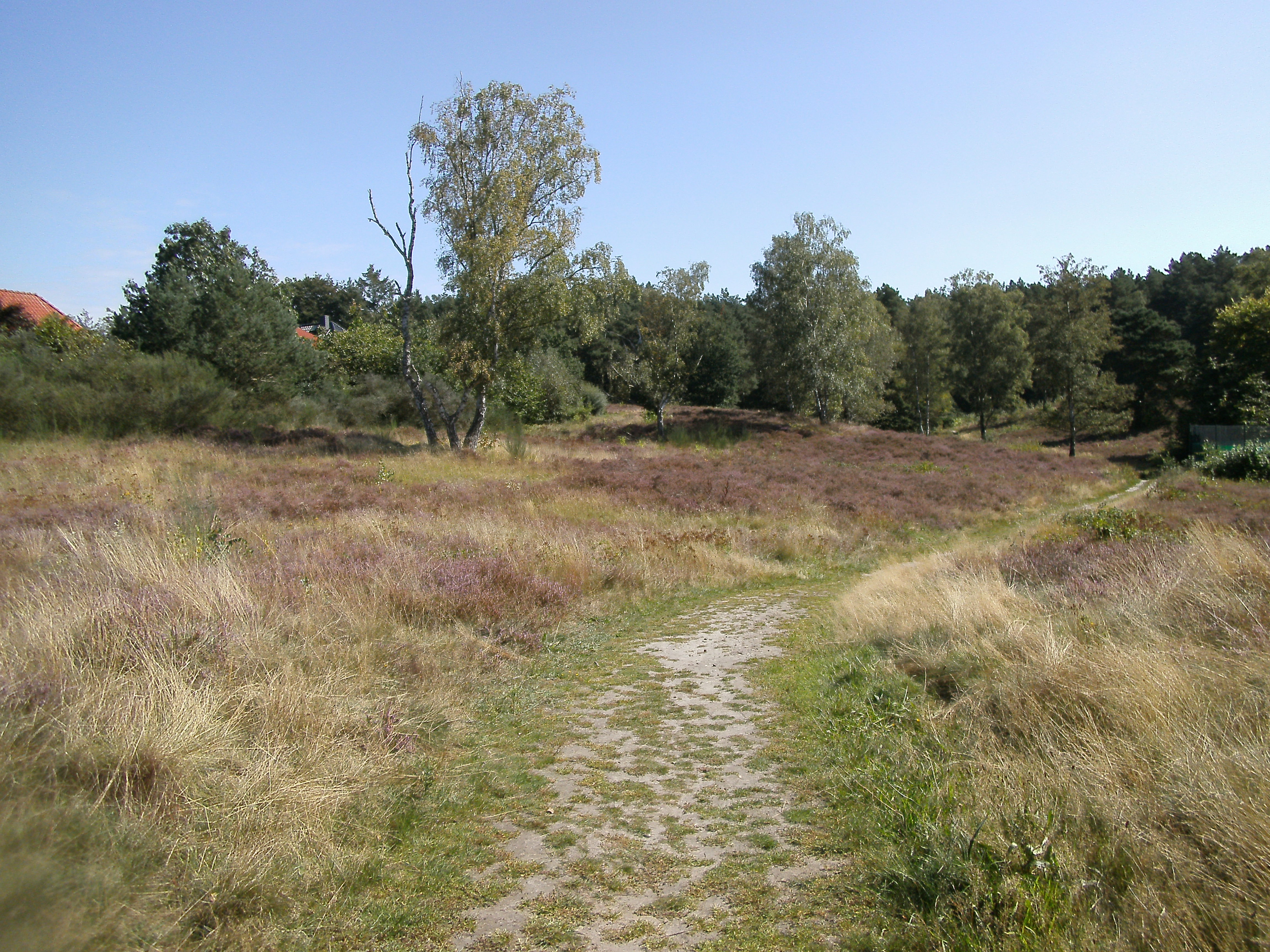
Heide- und Sandtrockenrasen in Eilendorf als Relikt der ehemals weit verbreiteten Heidewirtschaft.
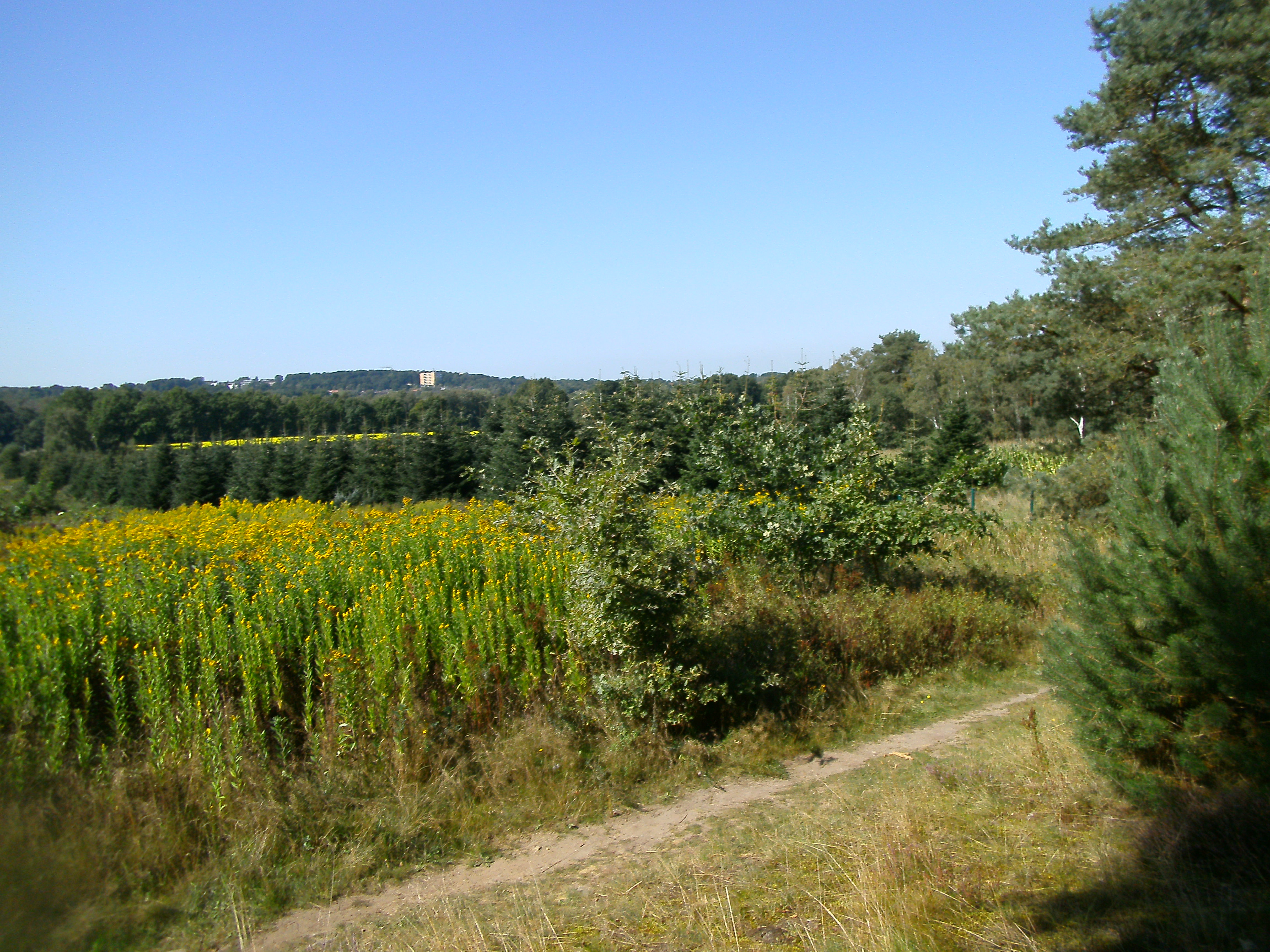
Blick Richtung Nord-Westen auf das Estetal bis zum Buxtehuder Bullenberg.
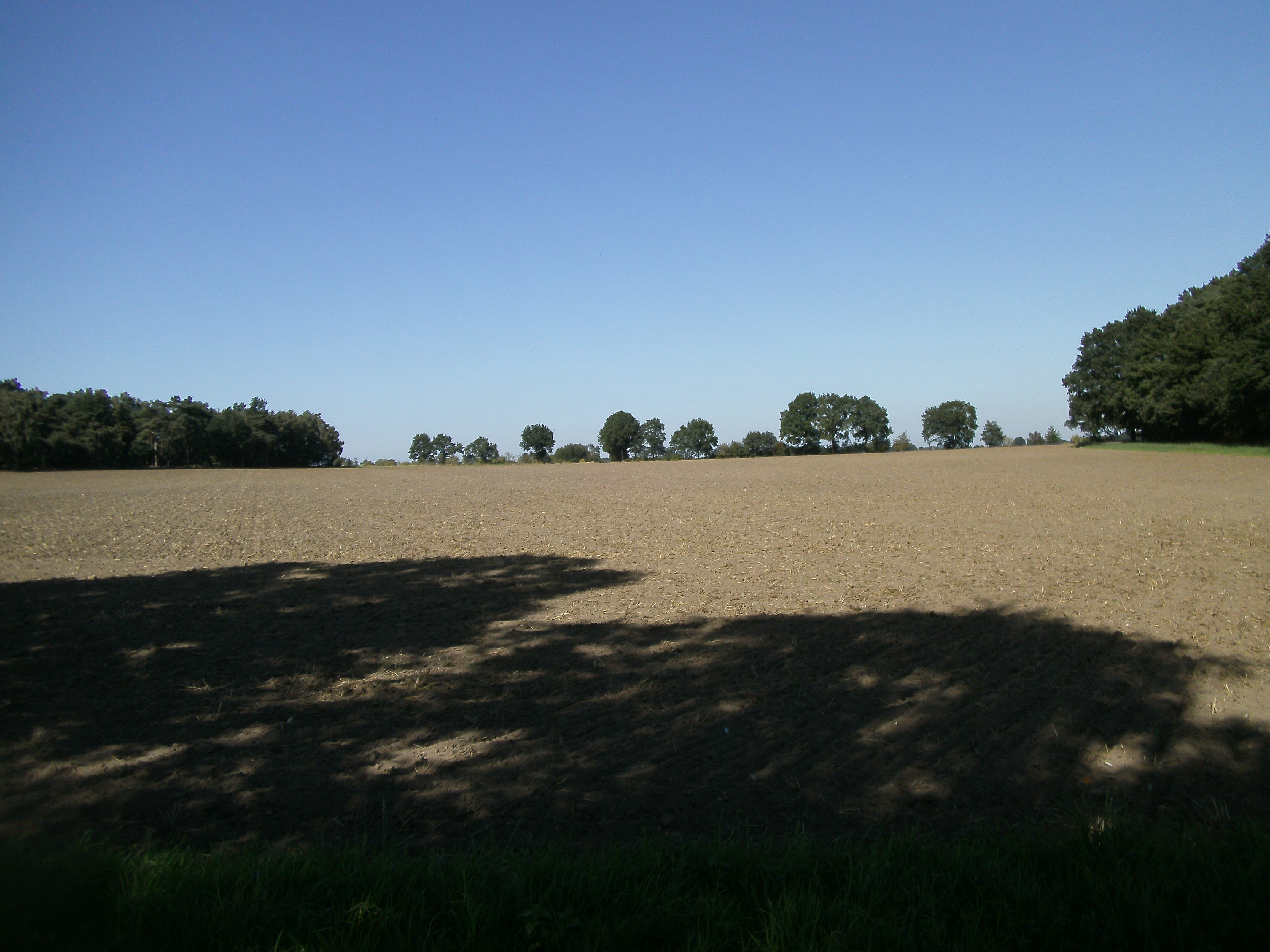
Kaiserberg (42 m NHN), Gemarkung Eilendorf.
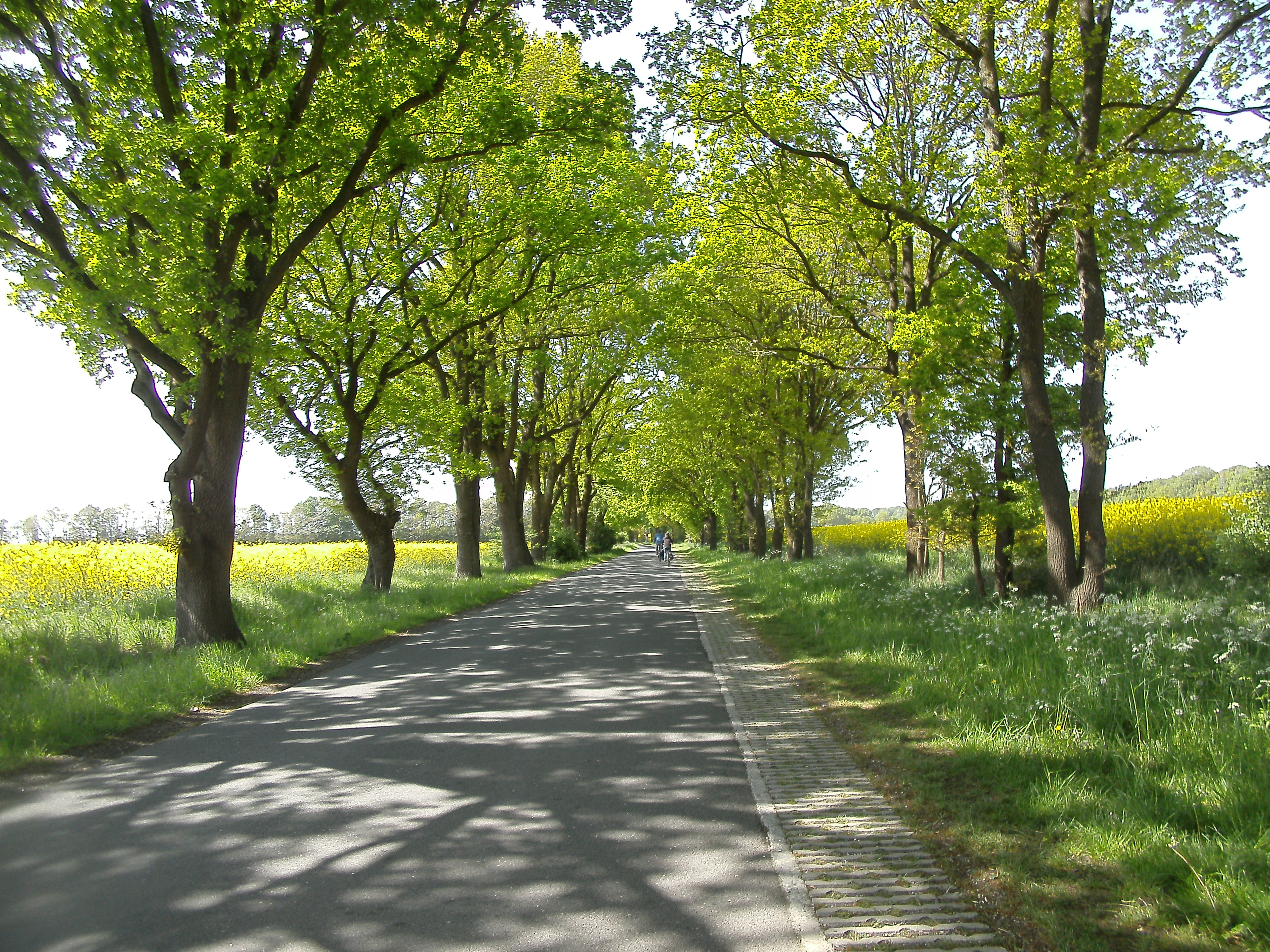
Allee Zum Meckelmoor zwischen Eilendorf und Immenbeck.
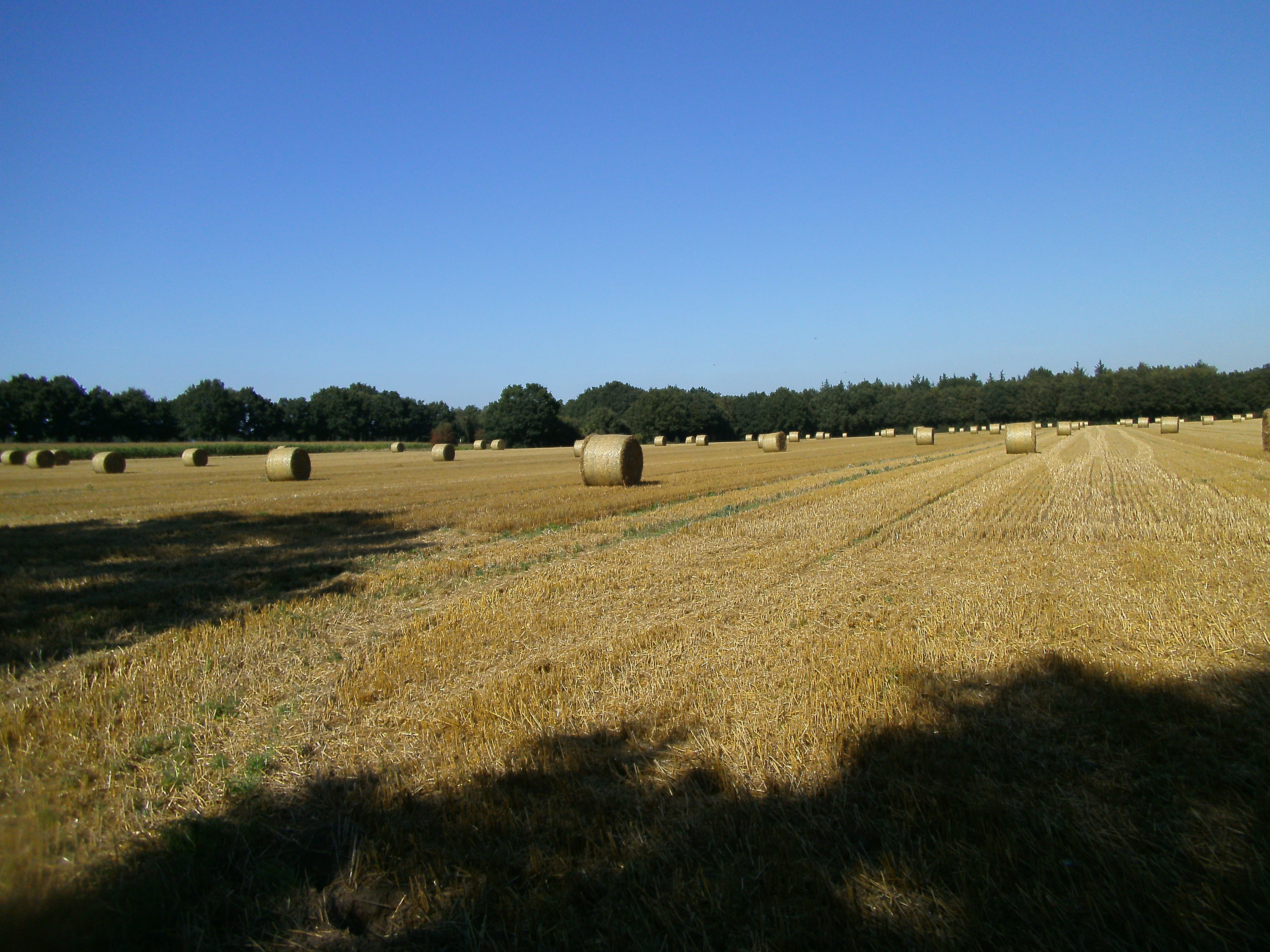
Feld zwischen Eilendorf und Immenbeck.
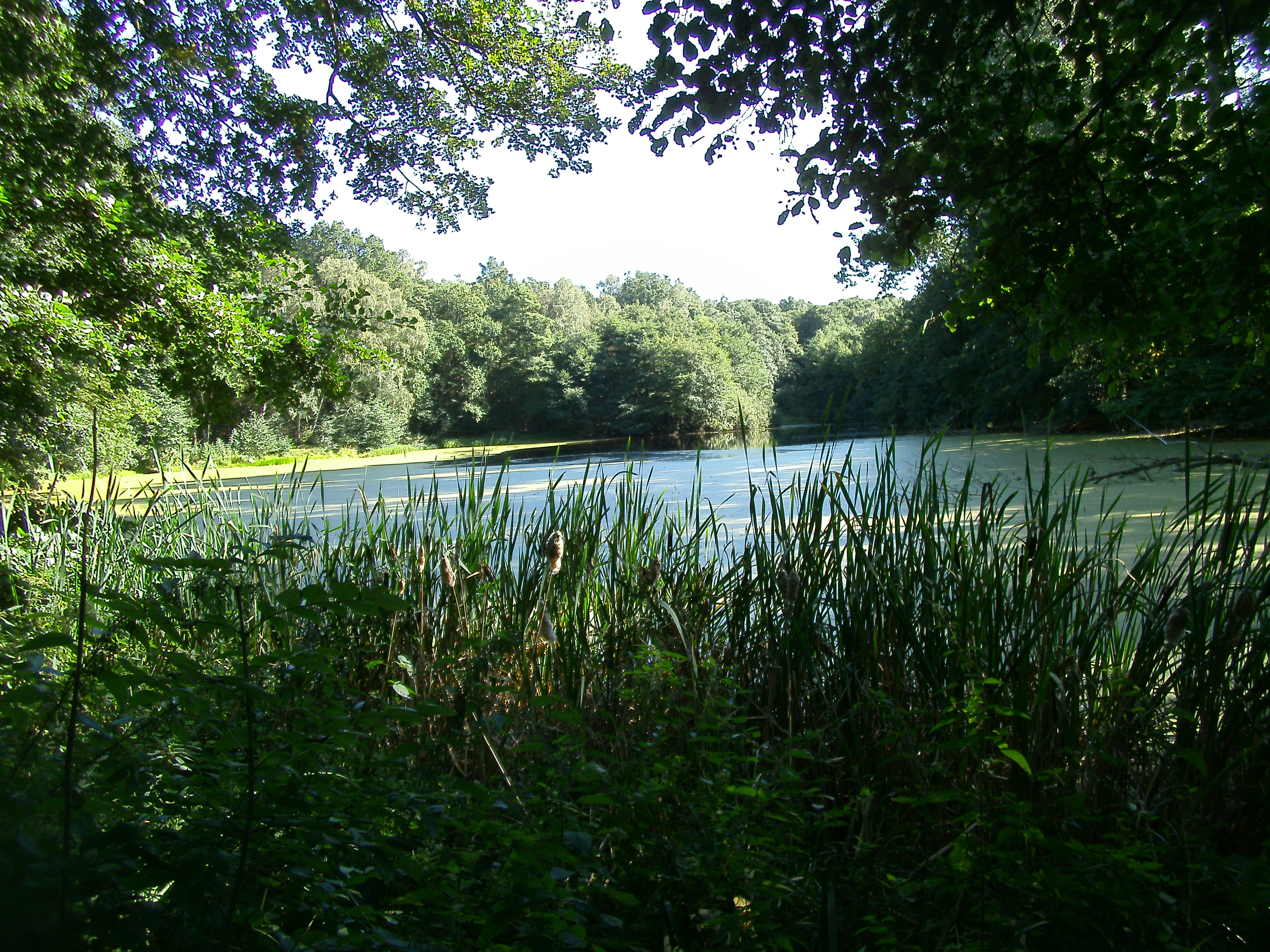
Ovelgönner Mühlenteich.